# Міцний горішок. Гарний день, аби померти
«Міцний горішок. Гарний день, аби померти» (англ. A Good Day to Die Hard), або «Міцний горішок 5» — американський бойовик 2013 року, остання частина в серії фільмів «Міцний горішок». Режисер фільму — Джон Мур, сценарист — Скіп Вудс. Роль Джона Макклейна вже вп'яте виконує Брюс Вілліс. За сюжетом, його герой їде до Росії, щоб витягти з в’язниці свого сина, таємного агента ЦРУ під прикриттям. Однак невдовзі Макклейн опиняється в самому епіцентрі глобальної терористичної змови. Окрім Вілліса, у фільмі також знімаються Джай Кортні, Коул Гаузер, Юлія Снігір та Себастьян Кох.
Прем'єра стрічки відбулася в Лондоні 31 січня 2013 року. Згодом вона вийшла на екрани 13 лютого 2013 у Північній Америці та 13 лютого 2013 в Україні. На відміну від попередніх фільмів, «Гарний день, аби померти» отримав негативні відгуки оглядачів, які критикували його за шаблонність і загалом назвали найгіршим у серії.

## Сюжет
Джон Макклейн вирушає до Росії, щоб виручити свого сина Джека, замішаного у замовному вбивстві, а потім у тюремній втечі російського олігарха та дисидента Юрія Комарова. Джон допомагає синові з дисидентом втекти і лише після цього дізнається, що Джек працює у ЦРУ і його завданням є вивезення дисидента-олігарха в США. За героями одночасно полює потужне організоване злочинне угруповання та вся правоохоронна система Росії. Над Москвою кружляє американський безпілотник, не здатний перешкодити гонитві. Втікачі переховуються на конспіративній квартирі американської розвідки, але практично одразу ж квартиру штурмує російський спецназ. Джон Макклейн розстрілює спецназівців з ручного кулемета, і герої втікають у готель «Україна» за захованим там ключем від компромату на корумпованого кандидата у міністри оборони Росії. У готелі Макклейнів накривають бандити і відбивають дисидента. Перед тим як зникнути, злочинці на бойовому гелікоптері Мі-24 розстрілюють готель та відлітають на Чорнобильську АЕС. Батько і син Макклейни на короткій сімейній раді вирішують битися до кінця і вирушають в гонитву за бандитами. Біля московського нічного клубу вони викрадають «Майбах» російських злочинців із багажником, набитим автоматичною зброєю та гранатами. Без документів та грошей, до зубів озброєні, Макклейни на викраденій машині перетинають кордон і опиняються у покинутому місті Прип'ять. Виявляється, що у місті Прип'ять, ще з моменту аварії на атомній електростанції, у схованці зберігаються заховані олігархом-дисидентом величезні запаси збройового урану. І що цей олігарх зовсім не дисидент, а дуже небезпечний для всього вільного світу атомний спекулянт. Макклейни знищують всіх виявлених ворогів та відбувають на приватному літаку додому, де їх зустрічають агенти ЦРУ.

## У ролях
| Актор                  | Роль                      |
| ---------------------- | ------------------------- |
| Брюс Вілліс            | Джон Маклейн              |
| Джей Кортні            | Джек Маклейн              |
| Себастьян Кох          | політв'язень Юрій Комаров |
| Мері Елізабет Вінстед  | Люсі Макклейн             |
| Снігір Юлія Вікторівна | Ірина                     |
| Радівоє Буквич         | Алік                      |
| Коул Гаузер            | Коллінс                   |
| Елдіс Годж             | лейтенант Фоксі           |
| Аморі Ноласко          | Мерфі                     |
| Сергій Колесников      | Чагарін                   |
| Роман Лукнар           | Антон                     |
| Ганкста Золі           | водій MRAP                |
| Петер Такаці           | прокурор                  |
| Павло Лічнікофф        | таксист                   |
| Мегалін Ехікунвоке     | красивий репортер         |
| Ганна В'яліцина        |                           |
| Іван Камараса          | водій Гелендваген         |

## Знімальна група
- Режисер — Джон Мур
- Автори сценарію — Скіп Вудс, Родерік Торп (персонажі)
- Продюсери — Майкл Фоттрел, Алекс Янг
- Сопродюсер — Стівен Дж. Ідс
- Виконавчі продюсери — Том Карновськи, Ларрі Вебстер, Брюс Вілліс
- Оператор — Джонатан Села
- Композитор — Марко Бельтрамі
- Монтаж — Ден Зіммерман
- Художник-постановник — Деніел Т. Дорренс

## Знімання
На роль сина Макклейна розглядалися Ліам Гемсворт, Аарон Пол, Джеймс Бедж Дейл та Ді Джей Котрона.
Більшість знімання пройшло не у Москві, а в столиці Угорщини — Будапешті.
Спочатку режисером був Ноам Мурро

## Відгуки
Фільм отримав негативні відгуки кінокритиків. На сайті Rotten Tomatoes зібрано 158 рецензії критиків, 16 % з них — позитивні. Середній рейтинг становить 4,1 бали з 10. На Metacritic фільму виставлена оцінка 28 балів зі 100 на основі 38 оглядів кінокритиків.